# Indy Pro Series Stagione 2007
La stagione 2007 del campionato Indy Pro Series fu il sesto della categoria. Iniziò il 24 marzo a Miami e si concluse il 9 settembre a Chicago. Vide la vittoria finale dell'inglese Alex Lloyd, davanti al giapponese Hideki Mutoh e al neozelandese Wade Cunningham.

## Gare
| Data        | Scuderia                   | Luogo             | Vincitore         |
| ----------- | -------------------------- | ----------------- | ----------------- |
| 24 marzo    | Sam Schmidt Motorsports    | Miami             | Alex Lloyd        |
| 31 marzo    | Sam Schmidt Motorsports    | Saint Petersburg  | Alex Lloyd        |
| 1º aprile   | Sam Schmidt Motorsports    | Saint Petersburg  | Alex Lloyd        |
| 25 maggio   | Sam Schmidt Motorsports    | Indianapolis      | Alex Lloyd        |
| 2 giugno    | Sam Schmidt Motorsports    | Milwaukee         | Alex Lloyd        |
| 16 giugno   | Super Aguri Panther Racing | Indianapolis (F1) | Hideki Mutoh      |
| 17 giugno   | Brian Stewart Racing       | Indianapolis (F1) | Bobby Wilson      |
| 23 giugno   | Sam Schmidt Motorsports    | Iowa              | Alex Lloyd        |
| 7 luglio    | AFS Racing                 | Watkins Glen      | Wade Cunningham   |
| 8 luglio    | Sam Schmidt Motorsports    | Watkins Glen      | Alex Lloyd        |
| 14 luglio   | Team KMA Racing            | Nashville         | Robbie Pecorari   |
| 21 luglio   | Cheever Racing             | Mid-Ohio          | Richard Antinucci |
| 11 agosto   | Super Aguri Panther Racing | Kentucky          | Hideki Mutoh      |
| 25 agosto   | Sam Schmidt Motorsports    | Sonoma            | Alex Lloyd        |
| 26 agosto   | Cheever Racing             | Sonoma            | Richard Antinucci |
| 9 settembre | Sam Schmidt Motorsports    | Chicagoland       | Logan Gomez       |

## Classifica generale
| Pos | No. | Nome               | Team                | Gare | Punti | Distacco |
| --- | --- | ------------------ | ------------------- | ---- | ----- | -------- |
| 1   | 7   | Alex Lloyd         | Sam Schmidt         | 16   | 652   | Campione |
| 2   | 55  | Hideki Mutoh       | Super Aguri Panther | 15   | 481   | -171     |
| 3   | 27  | Wade Cunningham    | AFS/Andretti-Green  | 16   | 423   | -229     |
| 4   | 1   | Bobby Wilson       | Brian Stewart       | 16   | 393   | -259     |
| 5   | 53  | Mike Potekhen      | Apex                | 16   | 379   | -273     |
| 6   | 11  | Jaime Camara       | Andretti-Green/AFS  | 16   | 373   | -279     |
| 7   | 23  | Logan Gomez        | Sam Schmidt         | 16   | 368   | -284     |
| 8   | 51  | Robbie Pecorari    | Team KMA            | 16   | 344   | -308     |
| 9   | 24  | Stephen Simpson    | Kenn Hardley        | 16   | 340   | -312     |
| 10  | 9   | Chris Festa        | Chip Ganassi        | 16   | 313   | -339     |
| 11  | 5   | Andrew Prendeville | RLR Andersen        | 16   | 306   | -346     |
| 12  | 2   | Jonathan Klein     | Team Moore          | 14   | 304   | -348     |
| 13  | 38  | Ryan Justice       | Sam Schmidt         | 13   | 276   | -376     |
| 14  | 4   | Sean Guthrie       | Guthrie             | 16   | 274   | -378     |
| 15  | 51  | Richard Antinucci  | Cheever             | 9    | 273   | -379     |
| 16  | 3   | Brad Jaeger        | Brian Stewart       | 16   | 260   | -392     |
| 17  | 52  | Ken Losch          | Apex                | 16   | 239   | -413     |
| 18  | 15  | Joey Scarallo      | RLR Andersen        | 13   | 184   | -468     |
| 19  | 34  | Jon Brownson       | SWE                 | 14   | 171   | -481     |
| 20  | 12  | Phil Giebler       | Playa Del           | 8    | 163   | -489     |
| 21  | 40  | Tom Wieringa       | Guthrie             | 12   | 137   | -515     |
| 22  | 6   | C. R. Crews        | Michael Crawford    | 6    | 109   | -543     |
| 23  | 44  | Daniel Herrington  | SpeedWorks          | 5    | 101   | -551     |
| 24  | 6   | Matt Jaskol        | Michael Crawford    | 5    | 100   | -552     |
| 25  | 54  | Micky Gilbert      | Mile High           | 8    | 95    | -557     |
| 26  | 12  | Al Unser III       | Playa Del           | 4    | 93    | -559     |
| 27  | 6   | Marc Williams      | Michael Crawford    | 6    | 88    | -564     |
| 28  | 44  | Jay Howard         | SpeedWorks          | 3    | 56    | -596     |
| 29  | 8   | P. J. Abbott       | Michael Crawford    | 3    | 54    | -598     |
| 30  | 8   | Doug Boyer         | Michael Crawford    | 4    | 52    | -600     |
| 31  | 8   | Ben Petter         | Michael Crawford    | 2    | 36    | -616     |
| 32  | 2   | Travis Gregg       | Team Moore/Ganassi  | 2    | 34    | -618     |
| 33  | 57  | Leilani Munter     | Sam Schmidt         | 2    | 31    | -621     |
| 34  | 8   | Steve Ablondi      | Michael Crawford    | 2    | 22    | -630     |
| 35  | 40  | Arie Luyendyk, Jr. | Guthrie             | 2    | 21    | -631     |
| 36  | 43  | Jimmy Kite         | SWE                 | 1    | 20    | -632     |
| 37  | 15  | J. R. Hildebrand   | RLR-Andersen        | 2    | 18    | -634     |
| 38  | 2   | Tom Wood           | Team Moore          | 1    | 13    | -639     |
| 39  | 10  | Pablo Perez        | Chip Ganassi        | 1    | 12    | -640     |
| 40  | 33  | Shane Jantzi       | Brian Stewart       | 1    | 12    | -640     |
| 41  | 44  | Adam Andretti      | SpeedWorks          | 1    | 12    | -640     |
| 42  | 8   | Shane Lewis        | Michael Crawford    | 1    | 10    | -642     |
| 43  | 12  | A. J. Russell      | Playa Del           | 1    | 7     | -645     |